# Catàleg de Galàxies i Cúmuls de Galàxies
El Catàleg de Galàxies i Cúmuls de Galàxies (en anglès: Catalogue of Galaxies and Clusters of Galaxies (CGCG)) fou compilar per Fritz Zwicky entre 1961 i 1968 i conté 9.134 cúmuls de galàxies.